# Mary Higgins Clark
Pour les articles homonymes, voir Mary Clark, Higgins et Clark.
Mary Theresa Eleanor Higgins connue sous le nom de Mary Higgins Clark, née le 24 décembre 1927 à New York et morte le 31 janvier 2020 à Naples en Floride, est une écrivaine américaine ; elle s'est spécialisée dans le roman policier et le roman de suspens, ce qui lui a valu le surnom de la « reine du suspens ».

## Biographie

### Jeunesse et formation
Mary Higgins Clark est la seconde des trois enfants de Luke Joseph Higgins, propriétaire d'un restaurant, et de Nora C. Durkin Higgins, un couple d'immigrants irlandais de milieu modeste.
En 1939, son père meurt dans son sommeil et sa mère peine à élever seule Mary et ses deux frères, dont l'un meurt des suites d'une méningite quelques années après,.
Mary commence à écrire des poèmes dès l'âge de six ans. Elle suit ses études secondaires à la Villa Maria Academy du Bronx,. Puis, elle s’inscrit à un cours de secrétariat en alternance à la Wood Secretarial School  de New York, ce qui lui permet d'aider financièrement sa famille,.
Elle travaille de 1946 à 1948 comme assistante dans le département publicité de la Remington-Rand, puis devient hôtesse de l'air de la Pan American World Airways de 1949 à 1950, elle a voyagé à travers l'Europe, l'Afrique et l'Asie. L'un de ses vols est devenu le dernier vol autorisé en Tchécoslovaquie jusqu'à la chute du rideau de fer. Sur un autre de ses vols, Mary a escorté un enfant orphelin de quatre ans, le tenant dans ses bras, sur les marches de l'avion, en attendant la venue de sa mère adoptive, une scène qui a été télévisée,.

### Carrière
De 1956 à 1970, Mary Higgins Clark écrit des scripts pour la radio. Puis, en mettant en gage sa bague de mariage pour obtenir un prêt de 5000$, elle co-fonde « Aerial Communications » et en devient vice-présidente pendant dix ans. En 1980, elle préside sa propre société, la D.J. Clark Entreprises.
Dès 1969, elle fait paraître son premier livre, Le Roman de George et Martha (Aspire to the Heavens), une biographie romancée de George Washington destinée à la jeunesse, qui n’a aucun succès ; elle en publiera une version « révisitée » en 2000 sous le titre Mount Vernon Love Story, enrichissant la description des relations entre le célèbre homme politique et son épouse. En 1971, elle s'inscrit à l'université Fordham au Lincoln Center for the Performing Arts et obtient en 1979 un Bachelor of Arts (licence) option philosophie.
En 1975, elle décide d’essayer un autre genre, le suspense. Son premier roman, La Maison du guet (Where Are the Children?), récit d'une mère accusée d'avoir assassiné ses deux premiers enfants, devient très vite un best-seller.
En 1977, elle se fait découvrir en France avec La Nuit du renard auquel est décerné le grand prix de littérature policière. Les Éditions Albin Michel inaugurent avec ce roman la collection Spécial Suspense qui compte aujourd'hui 22 de ses 26 romans. Le succès accompagne tous ses titres, même si avec Un cri dans la nuit (A Cry in the Night), Higgins Clark ne fait que « calquer son intrigue sur celle de l'excellent Rebecca de Daphné du Maurier ». À partir de son cinquième roman, Le Démon du passé (Stillwatch), elle a recours à « de nombreux ingrédients destinés à faire palpiter les âmes sensibles : coups de téléphone mystérieux, maison en flammes, tueurs sadiques et fou mystique en liberté, tendre romance entre l'héroïne et son sauveur, et bien sûr une bonne dose de mystère. Pourtant la mayonnaise a un peu de mal à prendre, comme si les ficelles du métier ne pouvaient que gâcher la sincérité du récit ». En fait, « l'atmosphère d'angoisse qu'elle excelle à créer devient sa marque de fabrique, mais peu à peu un côté artificiel, sentimental et mondain tend fâcheusement à se développer dans son œuvre ».
La résilience des femmes face aux épreuves, est un thème traversant ses œuvres, résilience dont elle a fait preuve dans sa vie, notamment quand elle s'est trouvée veuve avec la charge de cinq enfants après le décès de son époux en 1964,.
En 1986, elle préside l'United Nations Congress on Crime Prevention and Criminal Justice (en) à New York, et en 1987, ...???
En 2019, elle publie ce qui sera son dernier roman Kiss the Girls and Make Them Cry qui a pour thème l’enquête d'un journaliste sur le harcèlement sexuel pratiqué dans une chaîne de télévision,.

### Vie privée
Le 26 décembre 1949, Mary Higgins épouse Warren F. Clark, un directeur de la ligne aérienne Capitol Air (en), de leur union naissent cinq enfants : Marilyn, Warren, David, Carol, Patricia. Carol, devient écrivain et actrice sous le nom de Carol Higgins Clark. Warren F. Clark meurt d'un infarctus le 26 septembre 1964.
Le 8 août 1978, elle se remarie avec Raymond Charles Ploetz, avocat ; le mariage est rapidement annulé.
Le 30 novembre 1996, elle épouse John J. Conheeney, ex-président-directeur général de Merrill Lynch Futures, à l'église Saint Gabriel de Saddle River dans le New Jersey. John J. Conheeney meurt en octobre 2018,.
Sa belle-fille, Mary Jane Clark, est elle aussi autrice de romans policiers et de comédies romantiques.

### Opinions
Mary Higgins Clark est une fervente catholique, elle a été nommée membre de l'ordre de Saint Grégoire le Grand par le pape, elle est également membre de l'ordre de Malte et de l'ordre du Saint Sépulcre de Jérusalem,.

### Divers
Aux États-Unis ses livres se sont vendus à plus 100 millions d'exemplaires.
En France, les livres de Mary Higgins Clark se sont vendus à plus de 20 millions d'exemplaires.
En 1999, un sondage paru dans Le Monde la place en deuxième position des auteurs les plus lus par les jeunes de 12 à 30 ans,.
Mary Higgins Clark apparaît brièvement dans les téléfilms Un jour de chance de Penelope Buitenhuis, où elle joue le rôle de la grand-mère d'une amie de Nora qu'elle rencontre dans la rue (aux environs de la 35e minute), et de Souviens-toi de Michael Switzer (en), se présentant en caméo lors d'une garden party comme Mary Clark écrivain, ces téléfilms sont tous les deux des adaptations de ses romans du même nom.

### Mort
La maison d'édition Simon & Schuster annonce la mort de Mary Higgins Clark à l’âge de 92 ans le 31 janvier 2020 à Naples en Floride ; elle est confirmée par sa fille Carol Higgins Clark,,,,.

## Œuvre

### Romans
| Date | Titre francophone                                                                           | Titre original                         |
| ---- | ------------------------------------------------------------------------------------------- | -------------------------------------- |
| 1975 | La Maison du guet                                                                           | Where Are the Children?                |
| 1977 | La Nuit du renard                                                                           | A Stranger Is Watching                 |
| 1980 | La Clinique du Docteur H.                                                                   | The Cradle Will Fall                   |
| 1982 | Un cri dans la nuit                                                                         | A Cry in the Night                     |
| 1984 | Le Démon du passé                                                                           | Stillwatch                             |
| 1987 | Ne pleure pas ma belle                                                                      | Weep No More My Lady                   |
| 1989 | Dors ma jolie                                                                               | While My Pretty One Sleeps             |
| 1991 | Recherche jeune femme aimant danser                                                         | Loves Music, Loves to Dance            |
| 1992 | Nous n'irons plus au bois                                                                   | All Around the Town                    |
| 1993 | Un jour tu verras...                                                                        | I'll Be Seeing You                     |
| 1994 | Souviens-toi                                                                                | Remember Me                            |
| 1995 | Ce que vivent les roses                                                                     | Let Me Call You Sweetheart             |
| 1995 | Douce Nuit                                                                                  | Silent Night                           |
| 1996 | La Maison du clair de lune                                                                  | Moonlight Becomes You                  |
| 1997 | L'Homme d'à côté                                                                            | The Man Next Door                      |
| 1997 | Ni vue, ni connue                                                                           | Pretend You Don't See Her              |
| 1998 | Tu m'appartiens                                                                             | You Belong to Me                       |
| 1998 | Une si longue nuit                                                                          | All Through the Night                  |
| 1999 | Et nous nous reverrons                                                                      | We'll Meet Again                       |
| 2000 | Avant de te dire adieu                                                                      | Before I Say Good-bye                  |
| 2000 | Trois jours avant Noël (en collaboration avec Carol Higgins Clark)                          | Deck the Halls                         |
| 2001 | Dans la rue où vit celle que j'aime                                                         | On the Street Where You Live           |
| 2001 | Ce soir je veillerai sur toi (en collaboration avec Carol Higgins Clark)                    | He Sees You When You're Sleeping       |
| 2002 | Toi que j'aimais tant                                                                       | Daddy's Little Girl                    |
| 2003 | Une seconde chance                                                                          | The Second Time Around                 |
| 2004 | La nuit est mon royaume                                                                     | Nighttime Is My Time                   |
| 2004 | Le Voleur de Noël (en collaboration avec Carol Higgins Clark)                               | The Christmas Thief                    |
| 2005 | Rien ne vaut la douceur du foyer                                                            | No Place Like Home                     |
| 2006 | Deux petites filles en bleu                                                                 | Two Little Girls in Blue               |
| 2006 | La Croisière de Noël (en collaboration avec Carol Higgins Clark)                            | Santa Cruise, a Holiday Mystery at Sea |
| 2007 | Cette chanson que je n'oublierai jamais                                                     | I Heard That Song Before               |
| 2008 | Où es-tu maintenant ?                                                                       | Where Are You Now?                     |
| 2008 | Le Mystère de Noël (en collaboration avec Carol Higgins Clark)                              | Dashing Through the Snow               |
| 2009 | Je t'ai donné mon cœur                                                                      | Just Take My Heart                     |
| 2010 | L'Ombre de ton sourire                                                                      | The Shadow of Your Smile               |
| 2011 | Quand reviendras-tu ?                                                                       | I'll Walk Alone                        |
| 2012 | Les Années perdues                                                                          | The Lost Years                         |
| 2013 | Une chanson douce                                                                           | Daddy's Gone A Hunting                 |
| 2014 | Le Bleu de tes yeux                                                                         | I've Got You Under My Skin             |
| 2014 | L'Affaire Cendrillon (en collaboration avec Alafair Burke)                                  | The Cinderella Murder                  |
| 2015 | La Boîte à musique                                                                          | The Melody Lingers On                  |
| 2015 | La mariée était en blanc (en collaboration avec Alafair Burke)                              | All Dressed in White                   |
| 2016 | Le Temps des regrets                                                                        | As Time Goes By                        |
| 2016 | Le Piège de la Belle au bois dormant (en collaboration avec Alafair Burke)                  | The Sleeping Beauty Killer             |
| 2017 | Noir comme la mer                                                                           | All By Myself, Alone                   |
| 2017 | La Reine du bal (en collaboration avec Alafair Burke)                                       | Every Breath You Take                  |
| 2018 | Dernière Danse                                                                              | I’ve Got my Eyes on You                |
| 2018 | De si belles fiançailles (en collaboration avec Alafair Burke)                              | You Don’t Own Me                       |
| 2019 | En secret                                                                                   | Kiss The Girls And Make Them Cry       |
| 2019 | Meutre à Manhattan                                                                          | Murder in Manhattan                    |
| 2021 | À la vie à la mort (en collaboration avec Alafair Burke)                                    | Piece of my heart                      |
| 2023 | Les Enfants du guet (en collaboration avec Alafair Burke), suite du roman La Maison du guet |                                        |
| 2024 | Si c'était toi (en collaboration avec Alafair Burke)                                        |                                        |

### Recueils de nouvelles
| Date | Titre francophone            | Titre original                                            |
| ---- | ---------------------------- | --------------------------------------------------------- |
| 1989 | Le Fantôme de Lady Margaret  | The Anastasia Syndrome and Other Stories                  |
| 1996 | Joyeux Noël, Merry Christmas | My Gal Sunday                                             |
| 1994 | Le Billet gagnant            | Death on the Cape and Other Stories et The Lottery Winner |
| 2020 | Meurtre à Cape Cod           | Death Wears a Beauty Mask and Other Stories               |

### Nouvelles
| Date | Titre francophone                 | Titre original                  |
| ---- | --------------------------------- | ------------------------------- |
| 1958 | Vol de routine                    | Milk run                        |
| 1986 | L'Ange perdu                      | The Lost Angel                  |
| 1986 | Un jour de chance                 | Lucky Day                       |
| 1987 | Terreur dans le campus            | Terror Stalks the Class Reunion |
| 1988 | L'une pour l'autre                | Double Vision                   |
| 1989 | Le Fantôme de Lady Margaret       | The Anastasia Syndrome          |
| 1989 | La Réserve à charbon              | Voices in the Coalbin Voices    |
| 1989 | Meurtre à Cape Cod                | Death on the Cape               |
| 1989 | Le Billet gagnant                 | That’s the ticket               |
| 1990 | Le Cadavre dans le placard        | The Body in the Closet          |
| 1990 | Ohé du Columbia !                 | Voices in the Coal Bin          |
| 1992 | Recherche plombier désespérément  | Plumbing for Willy              |
| 1994 | Comment rafler la mise            | A Clean Sweep                   |
| 1994 | Les Bijoux volés                  | The Lottery Winner              |
| 1994 | Le Nid d'ange                     | Bye Bye Baby Bunting            |
| 1996 | On a enlevé la femme du président | My Gal Sunday                   |
| 1996 | Un crime passionnel               | Crime of Passion                |
| 1996 | Joyeux Noël                       | Merry Christmas                 |
| 2015 | La Robe à cinq dollars            | The Five-Dollar Dress           |

### Ouvrages de littérature d'enfance et de jeunesse
| Date | Titre francophone                         | Titre original                                  |
| ---- | ----------------------------------------- | ----------------------------------------------- |
| 1969 | Le Roman de George et Martha (biographie) | Mount Vernon Love Story / Aspire to the Heavens |
| 2007 | Le Bateau fantôme                         | Ghost Ship: A Cape Cod Story                    |

### Mémoires
| Date | Titre francophone    | Titre original               |
| ---- | -------------------- | ---------------------------- |
| 2003 | Entre hier et demain | Kitchen Privileges: A Memoir |

## Adaptations

### Cinéma
- 1982 : Otages (en) (A Stranger Is Watching), film de Sean S. Cunningham adapté du roman La Nuit du renard.
- 1986 : Where Are the Children? (en), film de Bruce Malmuth adapté du roman La Maison du guet.

### Télévision
- 1992 : Double Vision de Robert Knights
- 1992 : En mémoire de Caroline (A Cry in the Night) de Robin Spry
- 1992 : Pleure pas ma belle (Weep No More, My Lady) de Michel Andrieu
- 1992 : Pour le meilleur et pour le pire (Terror Stalks the Class Reunion) de Clive Donner
- 1997 : Ce que vivent les roses (Let Me Call You Sweetheart) de Bill Corcoran
- 1997 : Dors ma jolie (While my Pretty One Sleeps) de Jorge Montesi
- 1998 : La Maison au clair de Lune (Moonlight Becomes You) de Bill Corcoran
- 2001 : Recherche jeune femme aimant danser (Loves Music, Loves to Dance) de Mario Azzopardi
- 2001 : Tu m’appartiens (You Belong to Me) de Paolo Barzman
- 2002 : Ce soir je veillerai sur toi (He Sees You When You’re Sleeping) de David Winning
- 2002 : Et nous nous reverrons… (We’ll Meet Again) de Michael Storey
- 2002 : Ni vue, ni connue (Pretend You Don’t See Her) de René Bonnière
- 2002 : Nous n’irons plus au bois (All Around the Town) de Paolo Barzman[35]
- 2002 : Un jour de chance (Lucky Day) de Penelope Buitenhuis
- 2002 : Vous souvenez-vous ? (Haven’t We Met Before?) de René Bonnière
- 2003 : Avant de te dire adieu (Before I Say Goodbye) de Michael Storey
- 2003 : Un crime passionnel (A Crime of Passion) de Charles Wilkinson
- 2004 : La Clinique du docteur H. (The Cradle Will Fall) de Rob W. King[36]
- 2004 : Souviens-toi de Jenny Rand (Try to Remember) de Jeff Beesley
- 2004 : Un jours tu verras… (I’ll Be Seeing You) de Will Dixon

En 2013, France 3 crée une collection de téléfilms adaptés des romans de Mary Higgins Clark :
- 2014 : Où es-tu maintenant ? d'Arnaud Sélignac[37]
- 2014 : Deux petites filles en bleu de Jean-Marc Thérin
- 2014 : Toi que j'aimais tant d'Olivier Langlois[38]
- 2015 : Les Années perdues de Nicolas Picard-Dreyfuss[39]
- 2015 : Souviens-toi de Philippe Venault[40]
- 2015 : La Clinique du Docteur H d'Olivier Barma[41]
- 2016 : Ce que vivent les roses de Frédéric Berthe[42]
- 2017 : Rien ne vaut la douceur du foyer de Laurent Jaoui[43]

## Prix, distinctions et hommages
- 1969 : lauréate du New Jersey Author Award, pour son roman pour enfant Le Roman de George et Martha[1],
- 1980 : lauréate du grand prix de littérature policière pour La Nuit du renard[44]
- 1993 : récipiendaire de la médaille d'or décernée par l'American Irish Historical Society (en)[45],[46],[1],
- 1997 : lauréate de l'Horatio Alger Award, décerné par la Horatio Alger Association of Distinguished Americans (en)[47],[48],
- 1998 : lauréate du prix du Festival du cinéma américain de Deauville,
- 1998 : élévation au grade de docteure honoris causa par l'université Fordham[1],[49],[50],
- 1998 : lauréate du Catholic Big Sisters Distinguished Service Award [51],
- 1999 : lauréate du Graymoor Award décerné par la congrégation des frères franciscains de l'expiation (Franciscains de l'Atonement)[52],[53],
- 2000 : lauréate du Grand Master Award décerné par l'association des Mystery Writers of America,
- 2002 : la maison d'édition Simon & Schuster  avec Mary Higgins Clark instituent le Mary Higgins Clark Awards[1],[54],[55]
- 2009 : cérémonie d'inscription dans la salle des honneurs (Hall of Honors) de l'université Fordham[9]
- 2011 : cérémonie d'inscription à l'Irish America Hall of Fame (en) (Salle des personnes illustres de l'Amérique irlandaise)[48],
- Membre de l'ordre de Saint-Grégoire-le-Grand.